# Los Angeles and Independence Railroad
 (janvier 2022).
Si vous disposez d'ouvrages ou d'articles de référence ou si vous connaissez des sites web de qualité traitant du thème abordé ici, merci de compléter l'article en donnant les références utiles à sa vérifiabilité et en les liant à la section « Notes et références ».

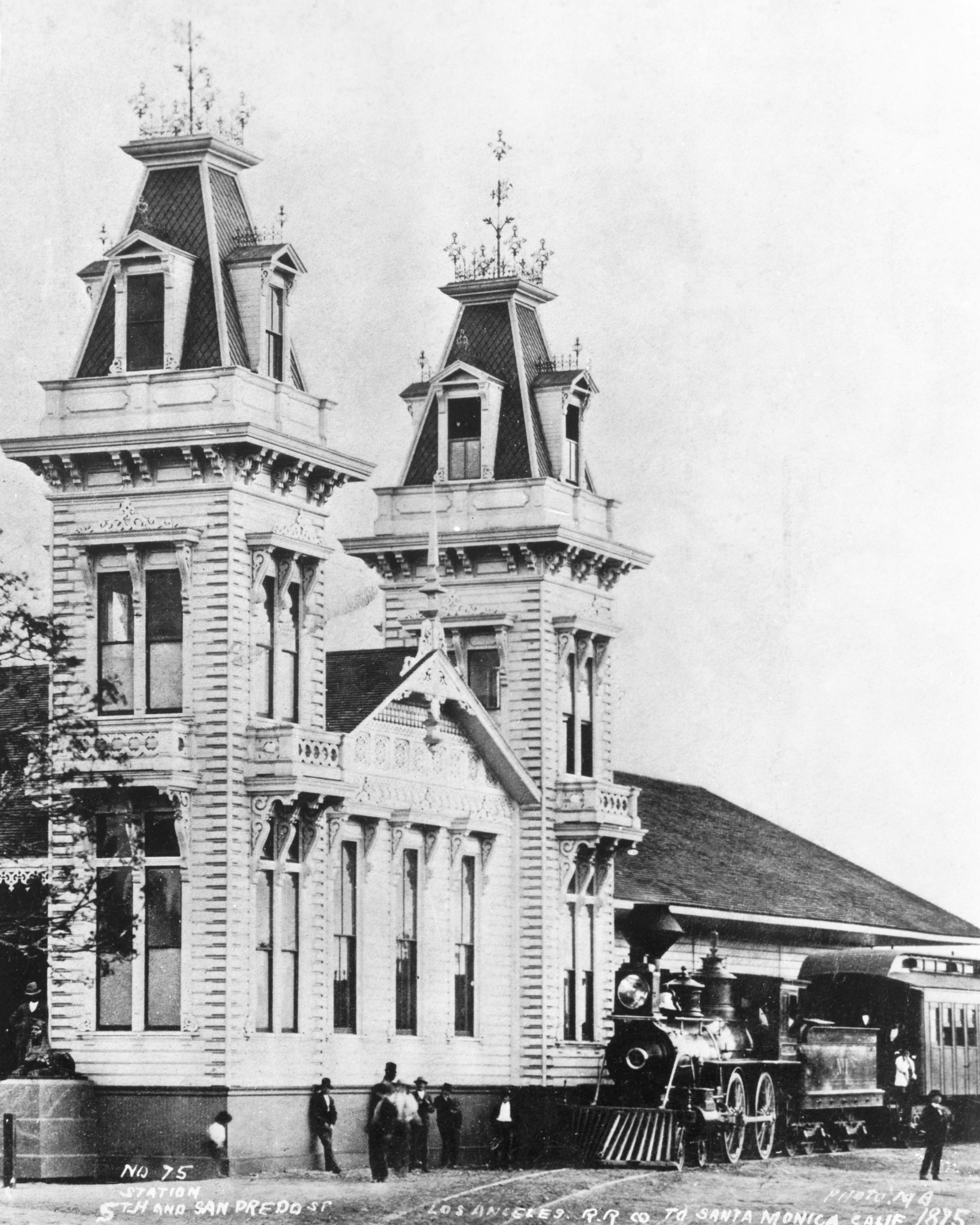
Locomotive devant la Los Angeles and Independence Rail Road Terminal en 1875 point de départ du réseau ferré de la compagnie

Le Los Angeles and Independence Railroad était une ligne de chemin de fer qui devait relier la ville de Los Angeles à plusieurs villes minières de la montagne, dans la région du "Cerro Gordo Mines", aux premières heures du développement de la Californie.

## Histoire
Créé en janvier 1875, le Los Angeles and Independence Railroad a parmi son conseil d'administration le banquier Francisco P. Temple, de la Banque Workman et Temple, et le sénateur républicain John P. Jones. Une première portion de 29 km, construit sans subventions, relie Los Angeles à Santa Monica et la ligne ouvre le 17 octobre 1875. Le voyage coûte un dollar et elle dessert de nombreux ranchs installés tout le long, avec deux voyages par jour. 
La ligne est cependant conçue pour un tout autre voyage: elle doit monter jusqu'à la région du "Cerro Gordo Mines" et sa capitale Independence (comté de Calaveras), non loin du Mont Williamson, qui culmine à plus de 4 300 mètres. Son terminus prévu est la ville de Panamint City (Californie), dans le Comté d'Inyo, à 300 kilomètres à l'ouest de la côte, où les sénateurs William Morris Stewart (1827 – 1909) et John P. Jones a investi dans un nouveau rush minier. Cette ligne s'inspire du succès de la Virginia and Truckee Railroad, qui avait fait la fortune de Virginia City (Nevada), autre ville minière, à partir de 1869.
Deux facteurs vont cependant entraîner la cessation du projet en cours de route: le krach de 1873 qui fragilise peu à peu les banques et le Coinage Act de 1873, qui pèse sur les cours de l'argent-métal, obérant les perspectives de profit à Panamint City (Californie), dans les autres mines du Comté d'Inyo. Le 26 juin 1875, les choses vont pourtant encore bon train à Panamint City (Californie) où un gisement a été découvert en janvier 1873. Le Surprise Valley Mill and Water Company ouvre et ses portes et raffine de grandes quantités d'agent acheminées par un mini-téléphérique. Mais le 26 juillet, son fondateur Daniel P. Bell se suicide à Salt Lake City, Utah, car il a le cancer, tandis qu'en août, la Bank of California fait faillite, fragilisant la Banque Workman et Temple, dont le fondateur, William Workman (banquier) se suicide à son tour 17 mai 1876, alors que le Los Angeles and Independence Railroad venait pourtant d'obtenir le feu vert pour franchi un col sur son passager. La ligne doit cesser sa construction, faute de financement. Elle est rachetée le 4 juillet 1877 à la Southern Pacific Railroad.